# Polifilija
Polifiletska skupina skup je organizama ili drugih evoluirajućih elemenata koji su grupirani, ali ne dijele neposrednog zajedničkog pretka. Izraz se često primjenjuje na skupine koje dijele obilježja koja su slična, ali nisu naslijeđena od zajedničkih predaka; takve su karakteristike poznate kao homoplazije, a razvoj i fenomen homoplazija poznati su kao konvergentna evolucija. Raspored članova polifiletske skupine naziva se polifilija.
Alternativno, polifiletika se jednostavno koristi za opisivanje skupine čiji članovi dolaze iz više izvora predaka, bez obzira na sličnost karakteristika. Na primjer, biološka karakteristika toplokrvnosti razvijala se odvojeno kod predaka sisavaca i predaka ptica. Ostale polifiletske skupine su primjerice alge, C4 fotosintetske biljke i Xenarthra.
Mnogi biolozi pokušavaju izbjeći homoplaziju u grupiranju taksona, pa je zato često cilj eliminirati skupine za koje se utvrdi da su polifiletske. To je često poticaj za velike revizije klasifikacijskih shema. 
Istraživači koji se više bave ekologijom nego sistematikom mogu polifiletske skupine smatrati legitimnima; na primjer, sličnosti u aktivnosti unutar skupine gljivica Alternaria mogu istraživače navesti da smatraju skupinu valjanim rodom, istovremeno priznajući njezinu polifiliju. U nedavnim istraživanjima koncepti monofilije, parafiletičnosti i polifilije korišteni su u utvrđivanju ključnih gena za kodiranje različitih skupina vrsta.

## Etimologija
Pojam polyphyly potječe iz starogrčkih izraza πολύς (polús), što znači "mnogo, mnogo", i φῦλον (phûlon), što znači "rod, vrsta", a odnosi se na činjenicu da polifiletska skupina uključuje organizme (npr. rodove, vrste) koji proizlaze iz više izvora predaka.
Suprotno tome, pojam monofilija ili monofiletika nadovezuje se na starogrčki prefiks μόνος (mónos), što znači "sam, jedini, jedinstveni", i odnosi se na činjenicu da monofiletska skupina uključuje organizme koji se sastoje od svih potomaka jedinstvenog zajedničkog pretka.
Za usporedbu, pojam parafiletičnost koristi starogrčki prefiks παρά (pará), što znači "pored, blizu", i odnosi se na situaciju u kojoj je jedna ili nekoliko monofiletskih podskupina izdvojena od svih ostalih potomaka jedinstvenog zajedničkog pretka.

## Izbjegavanje polifilije
U mnogim se školama taksonomije ne preporučuje postojanje polifiletskih skupina u klasifikaciji. Te škole mišljenja smatraju monofiletske skupine (odnosno klade) najvažnijim načinom grupiranja organizama.
Jedan od razloga za takvo gledište jest da je neke klade jednostavnije definirati u čisto filogenetskom smislu bez pozivanja na prethodno uvedene klade: definicija klade na temelju čvora, na primjer, mogla bi biti "svi potomci posljednjeg zajedničkog pretka vrsta X i Y". S druge strane, polifiletske skupine često se mogu razgraničiti na temelju klade, na primjer "leteći kralježnjaci sastoje se od klada šišmiša, ptica i pterosaura". Budući da se polifiletske skupine često mogu definirati kao zbroj klada, obično se smatraju manje temeljnima od monofiletskih (pojedinačnih, cjelovitih).
Jači je razlog taj što grupiranje vrsta monofiletički daleko više olakšava predviđanje nego polifiletsko grupiranje. Primjerice, klasifikacija novootkrivene trave u monofiletsku obitelj Poaceae, prave trave, odmah rezultira brojnim predviđanjima o njezinoj strukturi i razvojnim i reproduktivnim obilježjima naslijeđenim od zajedničkog pretka te obitelji. Nasuprot tome, Linneovo svrstavanje biljki s dvama prašnicima u polifiletski razred Diandria praktično je za identifikaciju, ali beskorisno je za predviđanje jer je do pojave točno dvaju prašnika došlo konvergentnim razvojem u mnogim skupinama. Predvidljivost uspjeha presudni je kriterij po kojem se teorije vrednuju u svim eksperimentalnim znanostima.

## Polifiletske vrste
Vrste imaju poseban status u sistematici kao uočljivo obilježje same prirode i kao osnovna jedinica klasifikacije. Obično se implicitno pretpostavlja da su vrste monofiletske (ili barem parafiletske). Međutim, hibridna specijacija vjerojatno dovodi do polifiletskih vrsta. Hibridne vrste česta su pojava u prirodi, posebno u biljkama gdje poliploidija omogućuje brzu specijaciju.